# Bawarska B VI
Parowozy Bawarska B VI zostały wyprodukowane dla Königlich Bayerische Staatseisenbahnen. 
Parowozy B VI były nieco większe niż poprzednie konstrukcje. Pierwsza seria 57 parowozów miała kocioł o ciśnieniu 8 atmosfer. W drugiej serii ciśnienie zwiększono do 10 atmosfer. Ostatnie dwa parowozy zostały przekazane kolejom niemieckim. Planowano nadać parowozom numery 34 7461 i 7462, jednak nie dokonano tego, ponieważ lokomotywy zostały wycofane już w 1922 roku.
Parowozy posiadały tendry oznakowane jako bay 3 T 9 und bay 3 T 9,6.